# Catedral de San Juan (Fresno)
La catedral de San Juan  (en inglés: St. John's Cathedral) es la catedral de la Diócesis de Fresno. Está localizada en 2814 Mariposa Street en Fresno, California. En 1878, los colonos católicos de la zona reconocieron la necesidad de tener una iglesia y comenzaron a recaudar fondos. El Central Pacific Railroad donó dos lotes y el obispo Francisco Mora y Borrell de la  Diócesis de Monterrey-Los Ángeles compró dos lotes adyacentes. La construcción en el santuario comenzó a principios de 1880 y la estructura se terminó en noviembre. El obispo Mora de la iglesia la dedicó a San Juan Bautista, el 21 de mayo de 1882. Era una estructura de ladrillo con un campanario de 90 pies (27,4 m), sirviendo a las cinco familias de la zona.

## Historia
En 1902, la congregación era muy pequeña por lo que se comenzó con los planes para una iglesia más grande. Después de los servicios de Pascua del 30 de marzo, los trabajadores comenzaron a demoler el viejo edificio con la intención de construir una nueva iglesia en el mismo sitio. Sin embargo, el pastor insistió en un nuevo sitio en las calles Mariposa y R. A pesar de que los feligreses se quejaron de que el sitio propuesto estaba en las afueras de la ciudad, la idea del pastor prevaleció. La primera piedra fue colocada el 3 de agosto de 1902 y el arzobispo George Montgomery dedicó el nuevo santuario 7 de junio de 1903.
La iglesia fue diseñada en una  Arquitectura gótica - románica al estilo de Thomas Bermingham y construido de ladrillo rojo.